# Rachel Gurney
Rachel Gurney (Buckinghamshire, 5 maart 1920 – Norfolk, 24 november 2001) was een Engels actrice. Ze begon haar carrière in het theater tegen het einde van de Tweede Wereldoorlog en speelde vervolgens ook televisie- en filmrollen in de jaren vijftig. Ze bleef actief vooral bij televisie en in het theater in het begin van de jaren zestig. Ze was met name bekend door het spelen van Lady Marjorie Bellamy in de bekroonde ITV-serie Upstairs, Downstairs.

## Biografie
Haar vader, Samuel Gurney Lubbock, was een huismeester op Eton en haar moeder, Irene Scharrer, was een concertpianist. Als gevolg van het beroep van haar vader groeide Rachel Gurney op in een groot huis met 42 jongens, vaak kwamen daar kunstenaars en musici op bezoek. Als tiener bezocht ze de Challoner School in Londen.
In 1938 ging zij naar de Webber Douglas Academy of Dramatic Art om het vak van acteren te leren. Door de Tweede Wereldoorlog werd haar acteercarrière uitgesteld, en ze deed haar podiumdebuut pas in 1945 bij het Birmingham Repertory Theatre, onder regisseur Barry Jackson. Aan het einde van de oorlog was ze al snel een regelmatige verschijning in het West End, en maakte haar debuut in 1946 als Lynne Hartley in Warren Chetham-Strodes The Guinea Pig in het Criterion Theatre. Datzelfde jaar trouwde ze met romanschrijver Denys Rhodos, maar het huwelijk eindigde in 1950 in een scheiding. Zij hadden samen een dochter. Haar andere podiumoptredens in deze tijd waren onder meer Lady Katherine in The Sleeping Clergyman in het Criterion Theatre in 1947, de verloofde van Peter Watlings Rain op the Just in de Old Vic in 1948, en Thea in de Black Chiffon in het Westminster Theatre in 1949.
Verscheidene van haar optredens werden uitgezonden in het BBC Sunday Night Theatre waaronder The Tragedy of Pompey the Great (1950), The Doctor's Dilemma (1951), en Eden End (1951). In 1952 speelde zij de rollen van Mabel in de First Person Singular en mevrouw Pless in The Trap in het Duke of York Theatre. Zij verscheen ook als Alice in The Inheritance Voysey in het Arts Theatre en als Mrs George Lamb in Caro William in het Ambassady Theatre. Het volgende jaar speelde ze Valerie Carrington in het baanbrekende spel Carrington VC bij het Westminster Theatre. In de komende paar jaar verscheen zij als Avice Brunton in The Bombshell (1954), Portia in The Merchant of Venice (1955), en Olivia in The Chalk Garden (1956). In 1959 verving zij Celia Johnson als Hilary in The Grass is Greener in het St. Martin's Theatre.
Rachel Gurney begon ook in films en televisie te spelen in de jaren vijftig. Haar eerste filmrol was in Tom Browns Schooldays in 1951. Dit werd gevolgd door de films The Blakes Slept Here (1953), Room in the House (1955), Port Afrique (1956), en A Touch of Larceny (1959). Haar televisieoptredens waren Night Rivier (1955), The Scarlet Pimpernel (1956), Colonel March of Scotland Yard (1956), Our Mutual Friend (1958) en The Moonstone (1959).
Ze bleef actief in theater, televisie en film in de jaren zestig. Op het toneel speelde zij tegenover John Gielgud als Hermione in 1965 in A Winter's Tale en als Lady Chiltern in An Ideal Husband in het Piccadilly Theatre in 1966. Ze speelde ook in 1969 in de productie van Shaws On the Rocks tegenover David Tomlinson, Robert Flemyng, en Jack Hulbert.
In 1966 verscheen zij in de film Funeral in Berlijn. Haar televisieoptredens omvatten Dixon of Dock Green (1961), Katy (1962), The Saint (1963), Compact (1963), ITV Play of the Week (1964), The Edgar Wallace Mystery Theatre (1965), The Wednesday Thriller (1965), Mystery and Imagination (1966), The Rat Catchers (1966), Fauteuil Thriller (1967), The Portrait of a Lady (1968), ITV Saturday Night Theatre (1969), The Way We Live Now (1969), Upstairs Downstairs (1971-1973), Dangerous Corner (1974), en Fall of Eagles (1974).
In de jaren zeventig bleef ze actief in het theater. Ze verscheen als mevrouw Darling in Peter Pan in het Palladium in 1975. In 1977 maakte ze haar Amerikaanse debuut op Broadway als Mrs Clandon in George Bernard Shaws You Never Can Tell in het Roundabout Theatre in New York. In 1980 speelde zij op Broadway in Major Barbara. Ze keerde nog twee keer terug naar Broadway in The Dresser (1981-1982) en Breaking the Code (1988). Zij verscheen ook in 1985 in een belangrijke rol in het stuk van Noel Coward, Mr. and Mrs Edgehill.
Later verscheen zij nog in de televisieshows Lost Empires (1986), Richard III (1989), en Little Sir Nicholas (1990).
Ze stierf in Norfolk in 2001 aan de ziekte van Alzheimer.